# Trump par Trump
Trump : The Art of the Deal (« Trump : L'art de la négociation »), traduit une première fois en français sous le titre Le plaisir des affaires puis une nouvelle fois sous le titre Trump par Trump, est un livre publié en 1987 par l'homme d'affaires et futur président des États-Unis Donald Trump, et co-signé avec le journaliste Tony Schwarz (en). Mêlant autobiographie et conseil en affaires, cet ouvrage a permis à Donald Trump, déjà médiatisé depuis quelques années, de devenir une célébrité nationale aux États-Unis. Trump a par la suite déclaré qu'il s'agissait de l'un de ses livres préférés, après la Bible. Trump : The Art of the Deal a attiré à nouveau l'attention des médias lors de la campagne de Trump pour la présidentielle de 2016. À l'occasion de la campagne de Trump, Tony Schwarz a exprimé ses regrets d'avoir écrit ce livre. L'ouvrage est publié une première fois en français en 1988 chez Ergo Press. En 2017, après l'élection de Donald Trump à la présidence américaine, l'ouvrage est retraduit et réédité aux Éditions de l'Archipel.

## Synopsis
Le livre raconte l'enfance et la jeunesse de Donald Trump, ainsi que ses débuts dans l'immobilier à Brooklyn puis à Manhattan et son travail à la tête de l'entreprise familiale, qu'il a rebaptisée The Trump Organization. Une partie de l'ouvrage est consacrée à plusieurs grands chantiers qui ont fait sa réputation de promoteur, la rénovation du Grand Hyatt Hotel, la construction de la Trump Tower, et la rénovation de la patinoire Wollman.
Outre ces aspects autobiographiques, l'ouvrage présente une méthode en onze points pour le succès en affaires, conçue par Donald Trump sur le modèle des théories de Norman Vincent Peale sur la pensée positive.
C'est par ailleurs dans ce livre qu'apparaît l'expression « hyperbole véridique », que Donald Trump a appréciée au point de la reprendre pour définir sa méthode de communication.

## Publication
Le livre trouve son origine dans l'édition de mai 1984 du magazine GQ qui consacre sa couverture à Donald Trump, présenté comme un exemple de businessman à succès. Samuel Irving Newhouse Jr, alors propriétaire du groupe Condé Nast qui édite GQ, constate les très bonnes ventes de ce numéro et décide alors d'exploiter la notoriété naissante de l'homme d'affaires en publiant son autobiographie aux éditions Random House qu'il possède également. Trump accepte sa proposition, en échange d'une avance de 500 000 dollars.
À la même époque, le journaliste Tony Schwarz publie dans le magazine New York un article peu flatteur sur Donald Trump, dont il décrit les tentatives pour évincer les locataires à loyers encadrés d'un immeuble dont il avait fait l'acquisition. À la grande surprise de Schwarz, Trump apprécie beaucoup l'article. Après une première prise de contact en vue d'une interview destinée à Playboy, Trump propose à Schwarz de l'embaucher comme nègre pour son autobiographie. Le journaliste accepte et commence à rédiger le livre fin 1985, à partir d'entretiens avec Donald Trump. Il dit avoir suggéré à Trump — qui n'avait alors que 38 ans et dont l'autobiographie risquait donc d'être assez courte — de faire de ce livre un mélange de souvenirs personnels et de conseils professionnels. Schwarz a également déclaré qu'il était l'unique auteur de l'ouvrage, dont Trump n'aurait pas écrit une ligne. Trump a contesté sa version, et affirmé qu'il avait écrit le livre, pour lequel Schwarz n'aurait fait que l'aider. Howard Kaminsky, ancien directeur de Random House, a pour sa part commenté que Donald Trump n'avait « même pas écrit une carte postale » pour lui. Selon le New Yorker, Donald Trump s'est probablement « auto-convaincu » qu'il était réellement l'auteur du livre.
Sorti en novembre 1987, accompagné d'une importante campagne de promotion axée sur la personnalité de Donald Trump, Trump: The Art of the Deal est un très gros succès de librairie, restant pendant treize semaines en tête de la New York Times Best Seller list,.
Les droits d'auteur du livre ont été divisés à 50/50 entre Donald Trump et Tony Schwarz. En 1988, Trump a créé la Fondation Donald J. Trump, en annonçant qu'il reverserait l'argent découlant des ventes de son livre pour aider les SDF, les vétérans du Viêt Nam, ainsi que les malades du sida et de la sclérose en plaques. En 2016, une enquête menée par le Washington Post indique que les sommes versées par Trump pour soutenir ces différentes causes sont bien plus modestes que ce qui était annoncé, et sont même inférieures à ce qu'il a versé pour l'école de ballet de sa fille,. En 2016, Tony Schwarz dit avoir perçu 1,6 million de dollars de droits d'auteur.

## Postérité
À la suite de son premier livre, Trump a publié au fil des années plusieurs autres livres consacrés à sa vision des affaires. Pendant sa campagne présidentielle, il a affirmé que Trump : the Art of the Deal était le bestseller numéro un de tous les temps dans la catégorie des livres sur le business. Cette affirmation a été mise en doute par les médias, qui ont estimé que le livre se situait plutôt à la cinquième place dans cette catégorie, très loin derrière Comment se faire des amis de Dale Carnegie.
En 2016, pendant la campagne présidentielle de Trump, Tony Schwarz a publiquement regretté d'avoir écrit ce livre. Il a décrit à cette occasion l'homme d'affaires comme un personnage inculte, narcissique, mythomane, immature, mégalomane, et quasiment incapable de se concentrer, qui pourrait bien provoquer « la fin de la civilisation » s'il était amené à détenir les codes nucléaires. Tony Schwarz a déclaré que s'il devait publier à nouveau The Art of the Deal, il l'intitulerait « Le Sociopathe », et a commenté : « J’ai de profonds remords d’avoir contribué à faire de Trump quelqu’un de plus attirant qu’il ne l’est réellement, et à lui avoir donné un public élargi […]. Je garderai cela en moi pour le reste de ma vie. » Il a annoncé son intention de reverser ses droits d'auteur à des ONG et œuvres de charité « qui défendent des personnes dont Trump veut réduire les droits ». Donald Trump a quant à lui réagi en qualifiant Tony Schwarz de personnage « très déloyal ! »,.